# Partito Protezionista
Il Partito Protezionista fu un partito politico australiano, costituitosi formalmente nel 1889 e sciolto nel 1909, con politiche incentrate sul protezionismo. Esso sostenne l'introduzione di dazi doganali per permettere all'industria australiana di crescere e sostenere una maggiore occupazione. Il suo bacino elettorale fu più forte nel Victoria e nelle zone rurali del Nuovo Galles del Sud. I suoi leader di rilievo furono Sir Edmund Barton e Alfred Deakin, i primi primi ministri dell'Australia.
Nel complesso, i protezionisti formarono governi con il supporto del partito laburista, sulla base che venissero spinte riforme sociali fortemente volute dal Labor. Tuttavia, il programma dei laburisti fu spesso troppo radicale per i protezionisti, e questo provocò forti compromessi; quando questi non si ottennero, divenne necessario formare nuovi governi di minoranza.

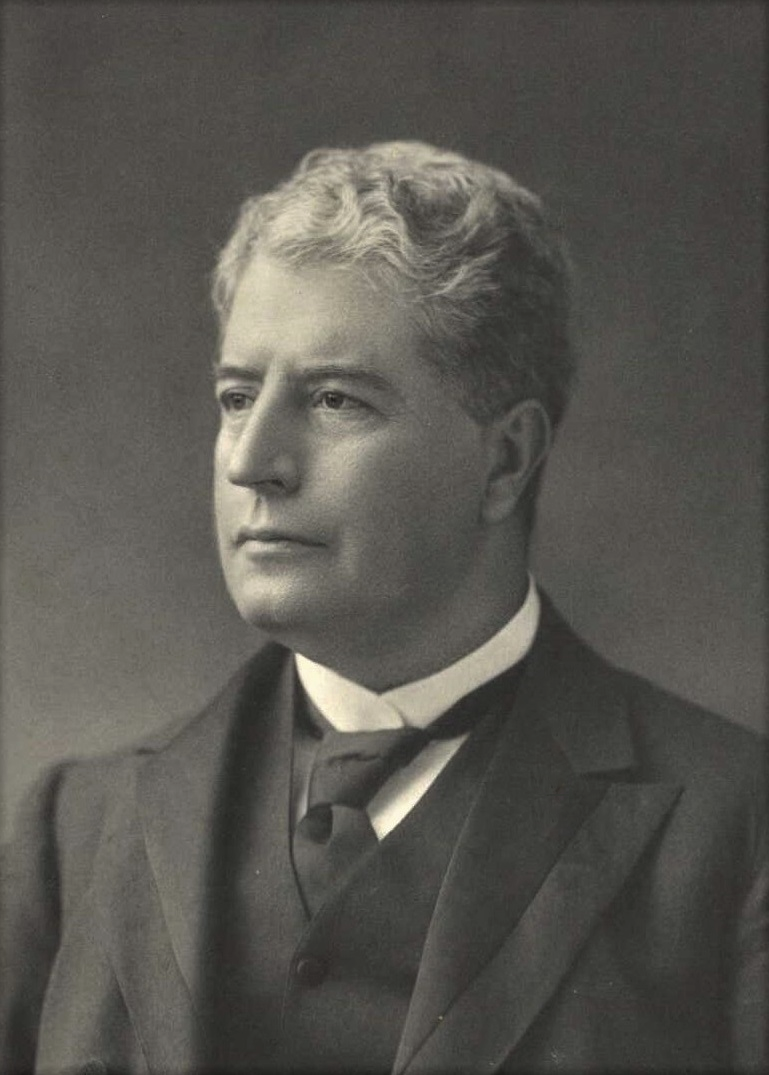
Sir Edmund Barton

 Il voto ai protezionisti calò considerevolmente alle elezioni federali del 1906, nel periodo in cui si alternarono alla formazione del governo con i laburisti stessi (prima con Chris Watson e poi con Andrew Fisher. Questo portò nel corso degli anni ad un antagonismo che sfociò in una coalizione anti-socialista, che vide Deakin e Joseph Cook, allora leader del Partito del Libero Commercio credere fortemente in una fusione che limitasse l'azione elettorale del sempre più dominante partito laburista; ne conseguì una scissione del partito protezionista, del quale i più liberali come Isaac Isaacs e H. B. Higgins si aggregarono ai laburisti mentre i sostenitori di Deakin formarono con lui stesso e con il Partito Anti-Socialista (prima partito del libero commercio) il nuovo Partito Liberale del Commonwealth. Esso formò un nuovo governo di minoranza, prima che Fisher e i laburisti ottenessero la loro prima maggioranza al parlamento federale nelle elezioni del 1910.